# Coralie de Burgh
Coralie de Burgh, Lady Kinahan (16 de septiembre de 1924 – 31 de julio de 2015 fue una pintora británico que consiguió la medalla de bronce en los Juegos Olímpicos de Arte de 1948. murió el 31 de julio de 2015 a la edad de 90 años. En 1950 se cas´con el líder unionista Robin Kinahan, con el que tuvo cinco hijos. Con su marido compró y reconstruyó el Castillo Upton en Templepatrick. Uno de sus hijos, Danny, también fue un líder unionista.